# Ångestjärnarna
Ångestjärnarna är varandra näraliggande sjöar i Bodens kommun i Norrbotten som ingår i Luleälvens huvudavrinningsområde.
- Ångestjärnarna (Edefors socken, Norrbotten, 736514-173175), sjö i Bodens kommun, 66°17′57″N 20°58′27″Ö / 66.2991°N 20.9742°Ö
- Ångestjärnarna (Edefors socken, Norrbotten, 736539-173164), sjö i Bodens kommun, 66°18′05″N 20°58′20″Ö / 66.3014°N 20.9722°Ö